# Hubert Crackanthorpe
Hubert Montague Crackanthorpe (nacido Hubert Montague Cookson) (12 de mayo de 1870 – h. noviembre de 1896) fue un escritor británico victoriano que creó obras principalmente en el género del ensayo, el cuento y la novela corta. También escribió cantidades limitadas de crítica literaria. Después de morir joven y en circunstancias misteriosas, su nombre es poco conocido y ha desaparecido de las biografías literarias convencionales de la época. A Crackanthorpe se le relaciona normalmente con el movimiento literario del naturalismo. Su legado literario está formado por tres volúmenes de cuentos que consiguió publicar durante su vida; las opiniones contemporáneas de su talento como escritor variaron ampliamente, aunque una de sus obras se publicó y lo apreció nada menos que Henry James. 

## Vida privada
Crackanthorpe cambió su apellido en 1888 junto con su padre, para heredar un legado. En 1893, se casó con Leila Macdonald, otra escritora. La pareja se trasladó a vivir a Francia, donde compartieron una vida literaria. Viajaron juntos desde Francia hasta Italia, llegando a la costa amalfitana (Salerno) pero el viaje acabó con un litigio. Leila era financieramente próspera y prnto pasó a tener una gran herencia. No obstante, los temperamentales Crackanthorpe no estaban adecuados para la institución del matrimonio, y se separaron en 1896.

## Obra literaria
A lo largo de los años, Crackanthorpe estuvo relacionado con una revista literaria de vanguardia llamada the Yellow Book; hay evidencia de que la familia de Crackanthorpe intentó ocultar su relación con The Yellow Book.  Algunas de las obras que Crackanthorpe publicó en The Yellow Book  fueron reunidas en Sentimental Studies and a Set of Village Tales (1895). Después de su publicación, Crackanthorpe siguió publicando cuentos en varias publicaciones periódicas.  
La técnica literaria de Crackanthorpe recuerda a la de su contemporáneo Guy de Maupassant.  Ambos compartieron una pasión por los retratos psicológicos detallados. Crackanthorpe tenía gran talento para describir escenas en un estilo rico con substancia y textura. Para crear una capa adicional de realismo, algunos de los personajes de Crackanthorpe habland en dialectos rurales británicos.

## El misterio de su muerte
El estado del matrimonio de Crackanthorpe con Leila comenzó a desintegrarse rápidamente después de 1895. Leila tuvo un aborto en 1896 debido a una infección venérea que le pegó Hubert; poco después, ella dejó a Hubert y viajó a Italia. Dejado a sus propios recursos de galanteador, Hubert pronto empezó una aventura con una mujer llamada Sissie Welch. Después de unos pocos meses, Hubert consiguió reconciliarse con Leila. Leila vivía entonces en París con su propio amante. Hubert y Leila se establecieron de nuevo en una misma casa, en compañía de sus respectivos amantes. Este complicado arreglo doméstico no duró mucho, y Leila dejó a Hubert el 4 de noviembre de 1896. 
No se volvió a ver vivo a Hubert Crackanthorpe después de que le abandonara su mujer por segunda vez. Leila se marchó de la casa parisina de los Crackanthorpe en París y se embarcó hacia Londres en diciembre de 1896. El cuerpo de Hubert fue encontrado en el Sena en Nochebuena; se desconoce si fue víctima de juego sucio, o si sucumbió a un impulso suicida. En años posteriores la aristocrática familia Crackanthorpe se mostró deseosa de mantener la historia de Hubert Crackanthorpe lejos de la atención del público.
Los críticos tienden a agrupar a Crackanthorpe junto con un puñado de jóvenes escritores y artistas británicos de la década de 1890 que sufrieron una muerte demasiado temprana debida a varios factores, incluidos el suicidio, el alcoholismo o la tuberculosis; p.e. Oscar Wilde, Ernest Dowson, Lionel Johnson y los dos editores de The Yellow Book, Aubrey Beardsley y Henry Harland.

## Obras
- Wreckage: Seven Studies (Londres: Heinemann, 1893; New York: Cassell, 1894).
- Sentimental Studies and a Set of Village Tales (Londres: Heinemann, 1895; Nueva York: Putnam, 1895).
- Vignettes: A Miniature Journal of Whim and Sentiment (Londres & Nueva York: John Lane, 1896; New York: Bruno Chapbooks, 1915).
- Last Studies (Londres: Heinemann, 1897).
- The Light Sovereign: A Farcical Comedy in Three Acts (Londres: Harland, 1917).

## Para saber más
- David Crackanthorpe, Hubert Crackanthorpe and English Realism in the 1890s (Columbia: University of Missouri Press, 1977).
- Wendell Harris, "Hubert Crackanthorpe as Realist," English Literature in Transition, 6, no. 2 (1963): 76-84.
- Lionel Johnson, "Hubert Crackanthorpe," Academy, 52 (1897): 428-429.
- William Peden, "Hubert Crackanthorpe: Forgotten Pioneer," Studies in Short Fiction, 7 (Fall 1970): 539-548.